# Méry-ès-Bois
Méry-ès-Bois – miejscowość i gmina we Francji, w Regionie Centralnym, w departamencie Cher.
Według danych na rok 1990 gminę zamieszkiwało 659 osób, a gęstość zaludnienia wynosiła 7 osób/km² (wśród 1842 gmin Regionu Centralnego Méry-ès-Bois plasuje się na 569 miejscu pod względem liczby ludności, natomiast pod względem powierzchni na miejscu 8).